# Град
Град је велико и трајно људско насеље. Историјски, у Европи, градови су подразумевали урбанизоване целине у чијем центру се налази, или се налазила, најчешће катедрала или црква и градско језгро у којем се обично налазе и средњовековне градске зидине. По важећим законима о територијалној организацији у Србији, БиХ и Црној Гори појам града се односи, искључиво, на тип јединице локалне самоуправе. Београд је са скоро два милиона становника, далеко највећи град на простору земаља бивше Југославије , дупло је већи од Загреба, по броју становника је скоро попут целе Словеније и Северне Македоније . Москва је највећи град у Европи, према броју становника, затим Њујорк у Северној Америци као и Мексико Сити , затим Сао Пауло у Јужној Америци , Лагос у Африци и Каиро који није у Подсахарској Африци , Сиднеј у Аустралији , док у Азији , има највише супермилионских градова, као што су Токио , Шангај , Пекинг , Мумбај , Делхи , Џакарта .. Постоји појам под којим се подразумевају градови током историје града, као и теоријски и утопијски градови.
Градови генерално имају комплексне системе за санитацију, комуналије, коришћење грађевинског земљишта, становање и превоз. Концентрација развоја у великој мери олакшава интеракцију између људи и предузећа, понекад на корист обе стране, али такође представља изазов за управљање урбаним растом.
Велики град или метропола обично има асоцирана предграђа и приградске вароши. Такви градови су обично повезани са метрополским областима и урбаним срединама, стварајући потребу да масе људи свакодневно путују у урбане центре ради посла. Када се град довољно прошири да досегне до другог града, тај регион се може сматрати конурбацијом или мегалополисом. По неким изворима Дамаск је најстарији град на свету. У погледу броја становника, највећи град је Токио, док је најбрже растући град Дубаи.

## Град као урбана целина
Град је урбана средина, тј. насеље са свим карактеристикама једног урбанизованог, култивисаног насеља и градским садржајима који га одређују: (асфалтираним или поплочаним) улицама, трговима, градским четвртима, деловима града, парковима и перивојима, шеталиштима, градским корзом и главном градском улицом, управним и комуналним функцијама (полиција, дом здравља, пошта, ватрогасно друштво, осигуравајући заводи), школама и дечјим вртићима, образовним установама општег и посебног карактера, медијима (радијске и телевизијске ћелије, новинске куће), верским објектима, одређеним бројем продавница, у већини случајева и са робним кућама или тржним центрима, угоститељским објектима (хотелима, преноћиштима, градским кафанама, кафићима и дискотекама), индустријом и производним погонима, и слично за разлику од села тј. насељеног места где је већина економске активности заснована око пољопривреде и у ком нема развијених градских садржаја. Град се одликује одређеном величином, која варира од густине настањености, значајем и опремљеношћу и присутности градских садржаја у њему.
Израз „град“ се често користи нестручно од стране лаика као синоним за центар, односно градско језгро, или за излазак, за градске атракције, за вечерње проводе (рецимо шеталиште) или на она места у граду која њима обилују те се ови садржаји поистовећују са употребом овог термина који има ипак комплексније одређење.

## Оснивање града
Град се оснивао у прошлости обично од стране владара, племића или војсковођа уз обилато коришћење магија, ритуала, звездознанаца па и рашљара који су рашљама претраживали просторе за воду а сам посао око одређивања територије и мерење територије је био поверен особи која се звала локатор, док данашњи се градови развијају на основу урбанистичких планирања градова од стране стручњака урбаниста или архитеката у складу са теоријама о развоју градова и стварања градских средина у циљевима стварања и планирања естетског и функционалног градског садржаја и уопште пријатног живљења у њима, као и према регионалним плановима стварајући урбане и архитектонске просторе и еколошке пределе земље као планске градове поред којих постоје и слободни градови односно неплански и хаотични.

## Подела градова према величини и значају
Статистичка дефиниција града зависи првенствено од одређеног броја становника, који живе у њему, па варира у интернационалном контексту. Тако се дефиниција града на нпр. Балкану не може поредити са дефиницијом града у Холандији с једне или у Монголији с друге стране, због специфичне, односно другачије густине насељености.
У Немачкој, у којој је урбанизација на нивоу развијенога света, се по величини градови деле на:
- села: испод 5.000
- мале градове: 5.000—19.999
- градове средње величине 20.000-99.999
- велике градове: преко 100.000 становника.

Град са више од милион становника назива се милионски град и разликују се низови градова и градске агломерације и мегалополиси које у данашња времена могу бити јако велики и превелики да би се у њима складно и урбанизовано живело и градило, односно да би се овакви градови развијали — и ако мањи од средњовековног трпезаријског стола један од најстаријих градова Јерихон био је град, тако да град није повезан искључиво са својом величином и бројем становника према концепцијама које важе у архитектури и урбанизму.

## Градови кроз историју
Град је један од најзначајнијих феномена у људском друштву и доста су старог постанка. Као први градови су била насеља и у врло стара времена. Човек је био номад у почетку, првенствено је био ловац и треба уочити моменат када је то престао да буде. Тек тада можемо да говоримо о човечанству које се формирало. Градови настају у време када човек почиње да култивише биљке, почиње да припитомљава животиње и већ се неко време бави риболовом- почиње стварање цивилизације и прва насеље настају на рекама и острвима.
Пре око 7.000—6.000. година п. н. е. настали су први градови и то у долини реке Нила као једна од првих цивилизација Египта где се располагало стеном и каменом односно чврстим материјалима који су употребљени у градњи грађевина које су се до данас очувале. Између Тигра и Еуфрата настаје Месопотамија као цивилизација за коју се верује да се истовремено развија са египатском културом. На Блиском истоку пре 7.000—5.000. п. н. е. настао је један од првих градова Јерихон што је такорећи у неолиту, дуго се одржао и има најдужи континуитет и помиње се и у Библији.
Градови су одувек били жртве напада, пљачки, палежа надолазећих народа и Јерихон је много пута пљачкан и паљен. Град Вавилон интересантан је по своме склопу и он је плански грађен. Вавилонска кула је степенасто здање које се завршавало астрономском опсерваторијом јер су Асирци били признати астрономи посматрали су звезде и бележили кретања планета.
Познате су старе цивилизације на реци Инд у Пакистану као тек недавно откривени град Махенго којег је открио Џерџ Маршал, а поред овога на истој реци и градови Иград и Харапа као локација које су на великој реци логичне и значајне за риболов и комуникацију на води. Како ту није било камена зидало се од неке врсти цигала земље и блата које се расквасило. и ако су у то мешали и нафту и тако је учинили отпорнијом и дуго се задржала као интересантно уређени град са комуникацијама и инсталацијама водовода и канализације које је градила за оно време врло напредна цивилизација мада јој је производња била на самом почетку и судови су од печене земље и нема грнчарског кола.
Градови у правом смислу су настали када је пронађен метал (бакар, злато и сребро) и од тога се времена развој одвија убрзано и то је степен развоја који је карактеристичан за град.
Духовни живот, магија и воља да се на све силе утиче митиским путем и ако је то бивало неуспешно и јављало се веровање на најпримитивнијем степену човековог духовних живота. Затим настају религије што се може констатовати и у формама градова које су требале да умилосте богове. Следећи ступање је појава монотеистичких религија јеврејске, хришћанске и исламске што се одражавало на градове и његове форме. Код нас на Дунаву између палеолита и неолита развијало се насеље Лепенски Вир

## Структура насеља односно градова
- Физичка структура која се односи на физичке стране градске целине.
- Функционална структура која се односи на оне структуре града које се односе на функцију, као функционалне зоне на саобраћај и кретања људи и роба као и информација.
- Органска структура као оно што се односи на животне потребе, духовне потребе, потребе окупљања, контакта људи и то су друштвени центри и важне друштвене активности.
- Формална структура која се односи на формалне аспекте како је град саграђен, материјал зграде формирање улица што представља рукопис једног града.

Постоје два типа формирања насеље:
- Спонтано хаотичко формирање уз употребу кривудавих улица, ћорсокацима, малим трговима што ове градове чини слободним насељем и
- плански развијаним насељима.

Човек живи као изразито социјално биће у заједници и једино у заједници може да просперира.
Мегалополиси су метрополитски центри градови специјалних структура Новинар Е. Хавард је предложио вртне градове и предлагао да град не пређа величину од 30.000 становника док највећи град на свету Токио има преко 10.000.000 становника и овакви многољудни градови су скупи и неприродни али ипак градови и даље расту и за сада нема услова да се томе стане на пут.

## Знаци за одређивање када средњовековни центри постају градови
Градови који су у средњем веку обрубљени градским зидинама са правилном изградњом као центри између 11. и 13. века су се променили у врхунске градске центре. Градске зидине не само што су бранили становништво већ су и одређивали места која су имала одређена права и привилегије и демонстрирали су самосталност и приправност на одбрану. Треба ипак да се дода да су постојали градови без градских зидина као и да су нека села била утврђена градским зидовима као утврђена села.
Неки од теоретичара градова аргументишу да је град постао тада када је добио статус град. Треба рећи да су дуго постојали градови који су испуњавали функцију града (гда се не сматра под тим само просторне стране града, већ и присутност институција, економије, социјалне структуре, мишљења и начина живота вредности и целокупне културе)а да нису добили статус града а исто тако да су постојали насеље са статусом градова и ако нису испунили никада функције под утицајем других фактора и који су се временом угасили или су увек остали у суштини села. Листа градова које је правно дефинисана не покрива се са листом стварних градова који функционишу друштвено- економски. Због тога се историчари труде да нађу оне знакове који дефинишу град.
- Постојање градских зидина.
- Стварање новог полифункционалног центра за које је било одређено специјално место спојено са трговином, тржиштем и на коме су се одржавале свечаности, забаве, егзекуције и где се налазила зграда скупштине и парохијска црква.
- Згуснуте структуре града (већ правилних или неправилних основа).
- Парцелација која је у вези са густином настањености за органском градњо и системом улица.
- Социјална диференцијација становништва по којој су постојали нпр. Туђи купци и трговци.
- многострана економска основа у којој поред занатлија, производња и трговине постоје и зависне области пољопривреде из којих је град црпео.
- Састав црквених организација и између осталог већи број црквених објеката као и институција школа за уметничку и литерарну делатност.
- Средиште суда (постојање градског судства).

Проблем је остајао да рани средњовековни центри могли су имати један или више ових знакова и даље да код ниједног центра на познајемо тачку када се он мења у град најзад ови знакови се код појединих историчара умногоме разликују и нису јединствени.

## Град и критика савремених градова
Занимљиво је да данас постоји један једини појам за град као што је Смирна, а под тај исти појам „града“ се може сврстати Јерихон, Библос, Суза, Шурупак, Лагаш, Троја прикључујући и савремене и модерне агломерације као Токио, Њујорк, Лондон, Париз, Москва или још недовољно идентификоване суперградове као Ранстед Холанд или Рур. Данашњи град није човеку пријатељски наклоњена средина. Хомер је писао да је Ахил могао да три пута оптрчи око Троје, што је он сматрао за сасвим обичну ствар јер је она била мања од данашње јединице суседства, док је данас потребно десет пута више да се у хеликоптеру облети око Токија.
Право на име и потпадање под појам града има само она група која има одређени квантум енергетског потенцијала и која је везена за тло. Град мора да има своја осећања и да исказује одређену експлицитну историчност. Равнотежа између старог и новог се у градовима стално помера на штету старог.
Данас постоје многи теоретичари који критикују савремени град и градске агломерације и истичу вредност које град рапидно губи. Један немачки теоретичар назива немачке градове подругљиво „чистим као у писоарима“.